# Skrynklig skinnlav
Skrynklig skinnlav (Leptogium schraderi) är en lavart som först beskrevs av Johann Jakob Bernhardi och som fick sitt nu gällande namn av William Nylander. 
Skrynklig skinnlav ingår i släktet Leptogium och familjen Collemataceae.  Arten är reproducerande i Sverige. Inga underarter finns listade i Catalogue of Life.